# Cirrhochrista bifurcalis
Cirrhochrista bifurcalis là một loài bướm đêm trong họ Crambidae.